# Kay Hirsch
Kay Hirsch (30. november 1873 i København – 10. april 1935) var en dansk officer, søn af oberstløjtnant J.C.W. Hirsch og Emilie, født Deuntzer.
Hirsch blev student 1892 fra Metropolitanskolen, premierløjtnant i artilleriet 1895 og gennemførte Hærens Officersskoles ældste klasse 1899-1902. Hirsch blev kaptajn i artilleriet 1910 og var til tjeneste i Krigsministeriet 1911-13. Han blev oberstløjtnant og chef for 7. artilleribataljon og sluttede sin karriere som oberst. Han var Kommandør af 2. grad af Dannebrogordenen og Dannebrogsmand.